# Castello di Königstein
Il castello di Königstein è un castello in rovina ubicato a Königstein im Taunus.

## Storia e descrizione
Seconda la leggenda, la Vergine Maria apparve a Clodoveo I, il quale aveva appena attraversato la collina, suggerendogli di diventare cristiano: a seguito della sua conversione il re costruì il castello. Tuttavia, di questa leggenda, nulla è documentato.
La costruzione del castello viene fatta risalire al XII secolo, a opera dei conti di Nürings: tale periodo viene confermato da una muratura a spina di pesce realizzata in quel tempo; è inoltre possibile che la struttura sia stata edificata su una preesistente, risalente al X o XI secolo. Dopo la fine del periodo Staufer, il castello venne ampliato sotto i Falkensteiners. I piani inferiori del mastio risalgono ai primi decenni del XIV secolo. Durante il XIV secolo il castello servì a proteggere la rotta commerciale tra Francoforte sul Meno e Colonia. Nel corso dei secoli venne più volte ampliato, adattandosi alle più moderne tecniche di difesa. Nel XVI secolo, il conte Eberhard IV von Eppstein e Luigi di Stolberg edificarono la facciata sul fianco orientale, caratterizzata da tre possenti torri. Quando la famiglia dei conti von Eppstein si estinse, la struttura, nel 1581, passò sotto l'elettorato di Magonza, che lo utilizzò per scopi militari. Tra il 1660 e il 1670 venne ampliato per volere dell'arcivescovo Johann Philipp von Schönborn il quale avviò la costruzione dei bastioni angolari sul lato meridionale.
Nella prima guerra di coalizione, l'esercito francese sotto Adam Philippe de Custine conquistò Magonza il 21 ottobre 1792 e pochi giorni dopo arrivò a Königstein. Dopo la riconquista di Francoforte il 2 dicembre da parte delle truppe prussiane, le forze francesi si ritirarono nel castello di Königstein. I prussiani, sotto gli ordini del generale Federico Luigi di Hohenlohe-Ingelfingen, occuparono Oberursel, il castello di Falkenstein, la città di Königstein e iniziarono a bombardare il castello da Falkenstein il 6 dicembre. L'8 dicembre le bombe provocarono un incendio nella città di Königstein distruggendola quasi completamente, ma gli occupanti del castello non si arresero. I francesi si arresero l'8 marzo 1793: 421 uomini e 14 ufficiali furono portati alla fortezza di Ehrenbreitstein. Sempre durante la guerra di coalizione, il castello venne gravemente danneggiato nel 1769, a seguito di un fallito tentativo di demolizione. Successivamente la popolazione di Königstein, per ricostruire la città, prelevò i materiali direttamente dalle rovine del castello: i duchi di Nassau infatti, che avevano ereditato la costruzione dopo il Reichsdeputationshauptschluss, preferirono non ricostruirlo, lasciando che la demolizione proseguisse per oltre vent'anni. Il castello passò quindi al duca Adolph e successivamente a sua figlia, Hilda, la quale, nel 1922, lo donò alla città di Königstein.
Le rovine del castello si trovano ad un'altitudine di 407 metri, all'estremità occidentale della città vecchia di Königstein im Taunus. Nelle vicinanze sorgono altri due castelli: a circa un chilometro e mezzo in linea d'aria si trova il castello di Falkenstein, mentre a circa 4 chilometri è il castello di Kronberg. Il castello è aperto ai visitatori tutto l'anno: restano accessibili la torre e le cantine. Nella città di Königstein è presente un museo che raccoglie i reperti e un modellino del castello.